# Gianluca Pessotto
Gianluca Pessotto (født 11. august 1970 i Latisana, Italien) er en tidligere italiensk fodboldspiller, som for tiden er sportsdirektør i fodboldklubben Juventus F.C.. Han har tidligere spillet for klubben i ti år, og var også indenom Italiens fodboldlandshold, før han lod sig pensionere i marts 2006.

## International karriere
Pessotto spillede i alt 22 kampe for Italien mellem 1996 og 2002 under trænerne Arrigo Sacchi (1996), Cesare Maldini (1996–98), Dino Zoff (1998–2000) og Giovanni Trapattoni (2000–2002). Han spillede for Italien ved VM i fodbold 1998, hvor Italien blev slået ud af værterne fra Frankrig på straffe samt EM i fodbold 2000. Ved dette mesterskab scorede han i straffesparkskokurrencen i semifinalen, der endte med en sejr over medværterne fra Holland, hvilket sendte Italien i finalen mod Frankrig. Italien tabte dog finalen.

## Titler
- Serie A
  - Vinder (4): 1996–97, 1997–98, 2001–02, 2002–03
  - 2'er (3): 1995–96, 1999–00, 2000–01
- Coppa Italia
  - Vinder (1): 1994–95
  - 2'er (2): 2001–02; 2003–04
- Supercoppa Italiana
  - Vinder (4): 1995, 1997, 2002, 2003
  - 2'er (1): 1998, 2005
- UEFA Champions League
  - Vinder (1): 1995–96
  - 2'er (3): 1996–97, 1997–98, 2002–03
- UEFA Super Cup
  - Vinder (1): 1996
- Intercontinental Cup
  - Vinder (1): 1996
- UEFA Intertoto Cup
  - Vinder (1): 1999
- EM i fodbold
  - 2'er (1): 2000